# Neville Rautert
Neville Rautert (* 10. Juni 1982 in Winnipeg, Manitoba) ist ein ehemaliger deutsch-kanadischer Eishockeyspieler.

## Karriere
Rautert bestritt 218 Spiele in der DEL, war in der ersten Spielklasse jedoch nie ein großer Scorer. In seiner Karriere ging er bereits für Schweinfurt, den ERC Ingolstadt, die Frankfurt Lions, die Wölfe Freiburg und den EHC München aufs Eis. In der Saison 2002/03 war Rautert DEL-Rookie des Jahres.
Rautert war 2006/07 mit dem EHC München erfolgreich und wollte nach der Saison wieder in der DEL durchstarten. Zu Beginn der Saison 2007/08 wechselte er zu den Straubing Tigers, kehrte jedoch nach einem kurzen Intermezzo wieder zum EHC München zurück und unterschrieb einen Zweijahresvertrag, der bis zur Saison 2008/09 galt. In der Folgezeit wurde sein Kontrakt mehrmals verlängert. Nach der Spielzeit 2010/11 erhielt er allerdings keinen neuen Vertrag beim EHC München, nachdem er im Saisonverlauf verletzungsbedingt nur elf DEL-Spiele absolviert hatte. Im Herbst 2010 hatte sich Rautert mehrfach Gehirnerschütterungen zugezogen.
2012 begann er beim EHC Red Bull München ein Praktikum, das ihn auf Funktion als Teammanagers vorbereiten sollte. 2014 gehörte er dem Management des ERC Ingolstadt an. Mit der Saison 2018/2019 übernahm er den Posten des Sportdirektors beim Deggendorfer SC.

## Erfolge und Auszeichnungen
- 2003 DEL-Rookie des Jahres
- 2010 Meister der 2. Bundesliga mit dem EHC München

## Statistiken
(Legende zur Spielerstatistik: Sp oder GP = absolvierte Spiele; T oder G = erzielte Tore; V oder A = erzielte Assists; Pkt oder Pts = erzielte Scorerpunkte; SM oder PIM = erhaltene Strafminuten; +/− = Plus/Minus-Bilanz; PP = erzielte Überzahltore; SH = erzielte Unterzahltore; GW = erzielte Siegtore; 1 Play-downs/Relegation; Kursiv: Statistik nicht vollständig)